# Ralph Bunche
Ralph Johnson Bunche, ameriški akademik in diplomat, politolog, nobelovec, * 7. avgust 1903 ali 1904, Detroit, † 9. december, 1971, New York, ZDA. 
Je prvi temnopolti prejemnik Nobelove nagrade za mir v letu 1950 za prizadevanja mediacije v poznih štiridesetih v Izraelu. Močno je vpleten v zgodnje delovanje Organizacije Združenih narodov. Je bil dolgoletni pomemben profesor tako na Harvardu (1960-1965) in univerzi Howard (1928-1950).
Po vojni je veljal za pomembnega profesorja prava in tudi bežnega aktivista za civilne pravice temnopoltega prebivalstva v ZDA. Udeležil se je tudi pohoda na Washington D.C..
V avgustu 2008 so ZDA in njihovi uradni arhivi objavili, da se je Ralph Bunche  med drugo svetovno vojno pridružil tedanji OSS, predhodnici Centralne obveščevalne agencije.